# Jacopo Sansovino
Jacopo Tatti dit Jacopo Sansovino (en prenant le nom de son maître Andrea Sansovino) est un architecte et un sculpteur italien né le 2 juillet 1486 à Florence et mort à Venise le 25 novembre 1570. Il est le père de l'écrivain Francesco Sansovino.

## Biographie
Jacopo Sansovino entre dans l’atelier d’Andrea Contucci dit Sansovino et le suit à Rome pour travailler de 1503 à 1510.
Pendant son séjour à Florence de 1511 à 1518, il marque ses débuts de sculpteur en réalisant le Bacchus (au Bargello) et l'Apôtre saint Jacques du Duomo.
Il revient à Rome de 1518 à 1527 et il dessine les plans de l'Église San Giovanni Battista dei Fiorentini à partir de 1519.
En 1518, il réalise la Madonna del Parto, dite « Miracolosa », de la Basilique Saint-Augustin (Italie).
Il fuit le sac de Rome (1527) pour Venise où il se fixe définitivement malgré les invites du pape et celles de François Ier.
Après avoir donné, à Padoue, des bas-reliefs pour la basilique Saint-Antoine, et la statue d’une Vierge à l’Enfant, il devient protomaestro de la basilique Saint-Marc en 1529 et il y exécute le maître-autel de la Scuola di San Marco (1533 env.).
Il dresse les plans de la Zecca, de la Scuola della Misericordia (1532-), de l’église Saint-François-de-la-Vigne (1534-), de l'église Saint-Géminien, des travaux au palais Corner, dans le quartier San Maurizio, sur le Grand Canal (1536).
Ses grands travaux d’architecture du réaménagement de la place Saint-Marc débutent en 1537 et durent jusqu'en 1544 : la libreria et la logetta du campanile de Saint-Marc dont il sculpte les bas-reliefs, les reliefs en bronze pour la porte de la sacristie et pour les chaires de Saint-Marc, les quatre grandes statues en bronze dans les niches, la Zecca de Venise.

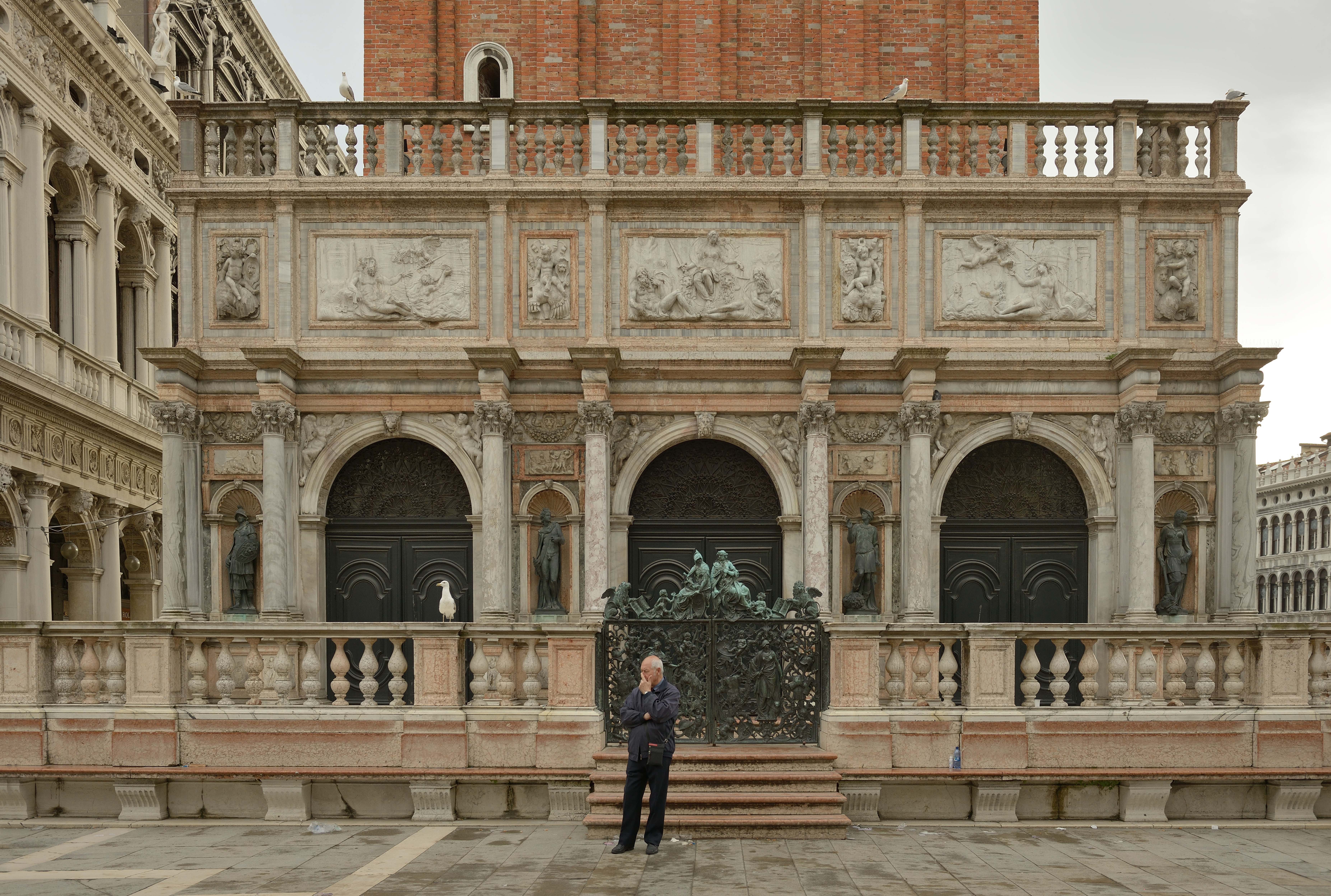
Loggetta de Sansovino à la base du campanile de la place Saint-Marc (Venise).

Il exécute en 1567 une statue d'Ercole de Ferrare et les deux figures de Mars et de Neptune, deux symboles de la république de Venise sur le perron d’honneur du palais des Doges.
Il fait autorité dans toute l'Italie par sa synthèse entre la manière romaine et le goût vénitien, en intégrant la sculpture à l’ordonnancement architectural. On l’appelle à Florence, à Brescia, à Pola.

## Œuvres
- À Vérone, dans la cathédrale de Vérone

Le monument funéraire de Galesio Nichesola et La chapelle Cartolari-Nichesol
- Porte de bronze de la sacristie de San Marco - Venise [2]
- Mars et Neptune en haut de l'escalier des géants - palais des Doges - Venise [2]
- Monument funéraire du doge Francesco Venier - église San Salvador Venise
- Bas-reliefs et quatre grandes statues de la Logetta - place Saint-Marc - Venise [2]
- Saint Jean-Baptiste (1554), sur les fonts baptismaux de la chapelle Corner, basilique Sainte-Marie-Glorieuse-des-Frères de Venise
- La Biblioteca Marciana, son chef-d'œuvre richement décoré[Note 3]
- Madonna del parto, 1518, Basilique Saint-Augustin (Italie), Rome.
- Saint Jacques, vers 1520, statut de marbre blanc et or, Église Santa Maria in Monserrato degli Spagnoli, Rome.
- Laocoon. Vers 1520, Bronze, H. 0,272 ; L. 0,130 ; Pr. 0,200 m, Florence, musée national du Bargello, inv. 427 Bronzi.
  - Ce Laocoon en bronze reproduit le colossal groupe en marbre tel qu'il se présentait lors de sa découverte en janvier 1506 à Rome, c'est-à-dire privé de certains de ses éléments, dont le bras droit du prêtre. Giorgio Vasari rapporte que Sansovino figura parmi les sculpteurs invités par l'architecte Bramante à en exécuter « une copie en cire grand format », et que selon Raphaël (peintre), « Sansovino, malgré sa jeunesse, avait largement dépassé tous les autres », si bien qu'il obtint que sa copie soit coulée dans le bronze.

Diverses œuvres
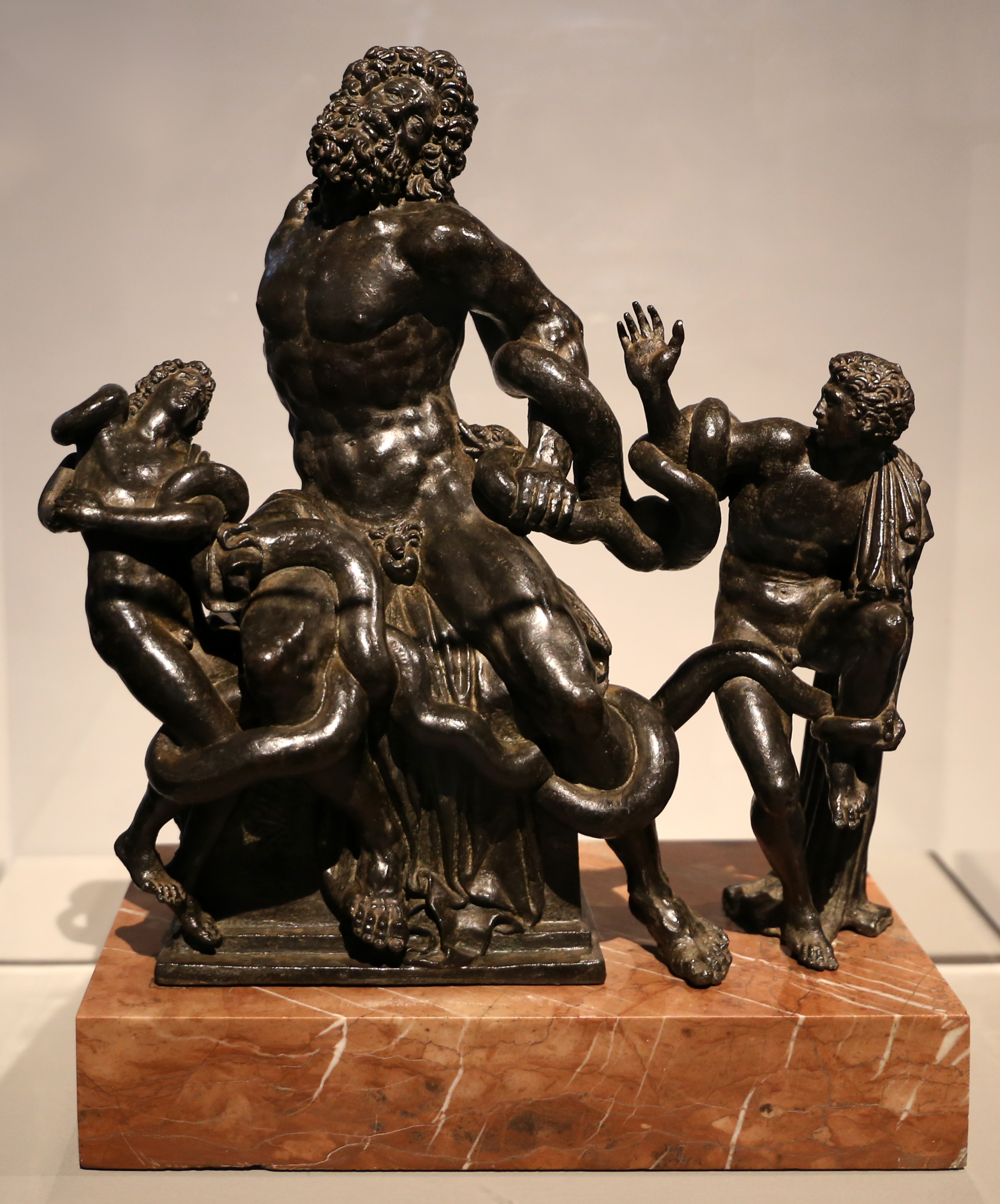
Laocoon, bronze, vers 1520, musée national du Bargello.
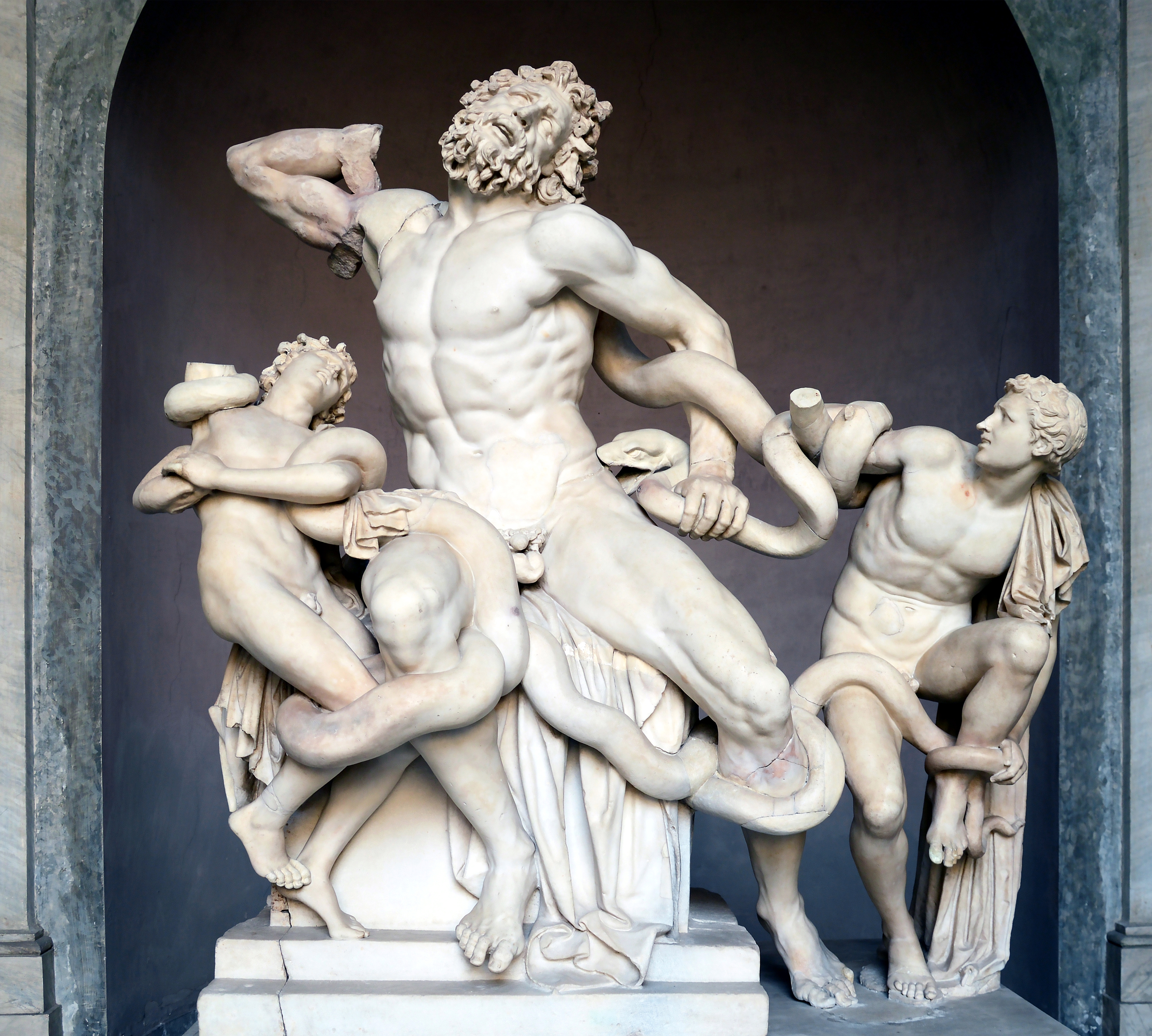
Rome, musée Pio-Clementino, musées du Vatican.
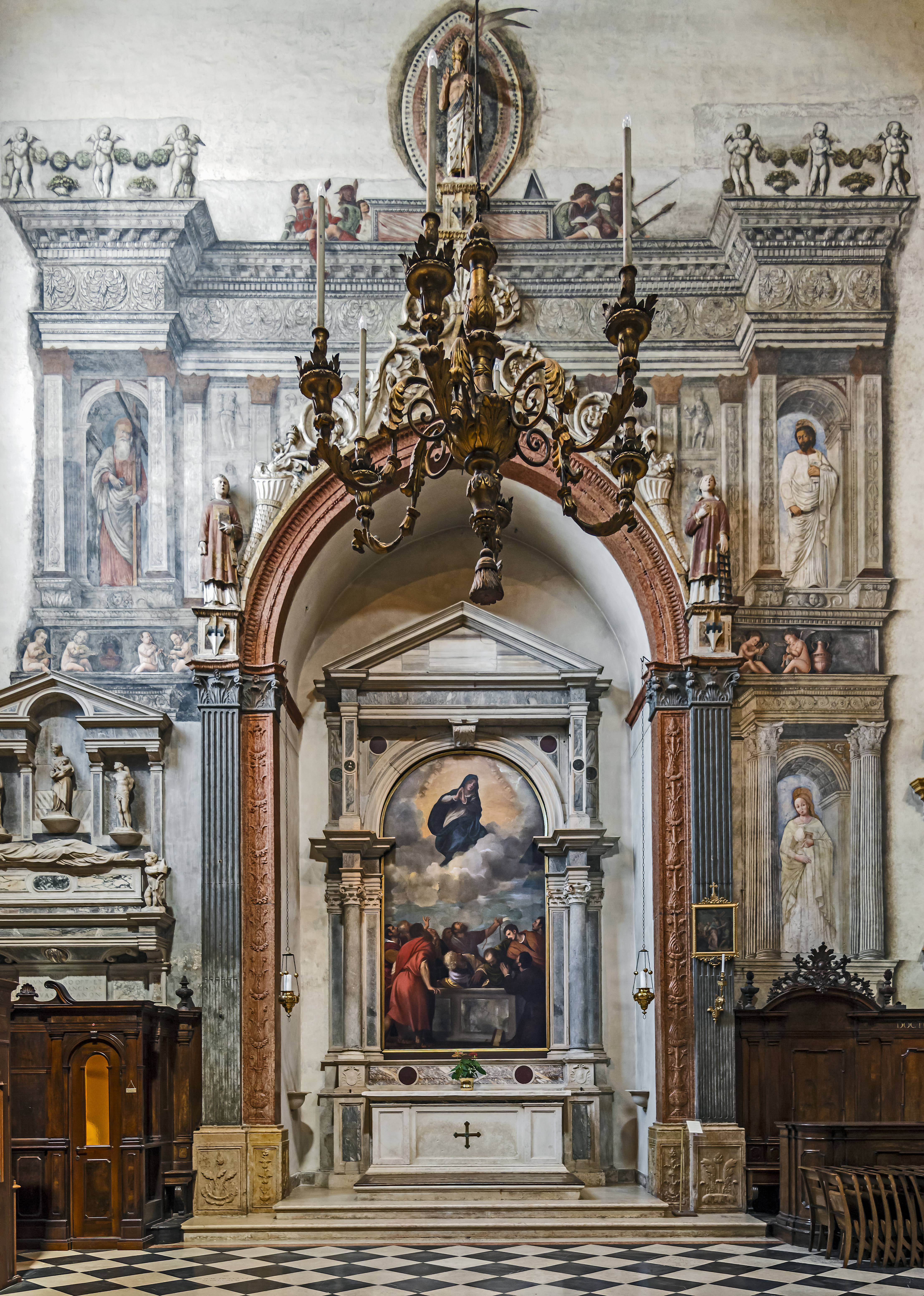
La chapelle Cartolari-Nichesol, cathédrale de Vérone.
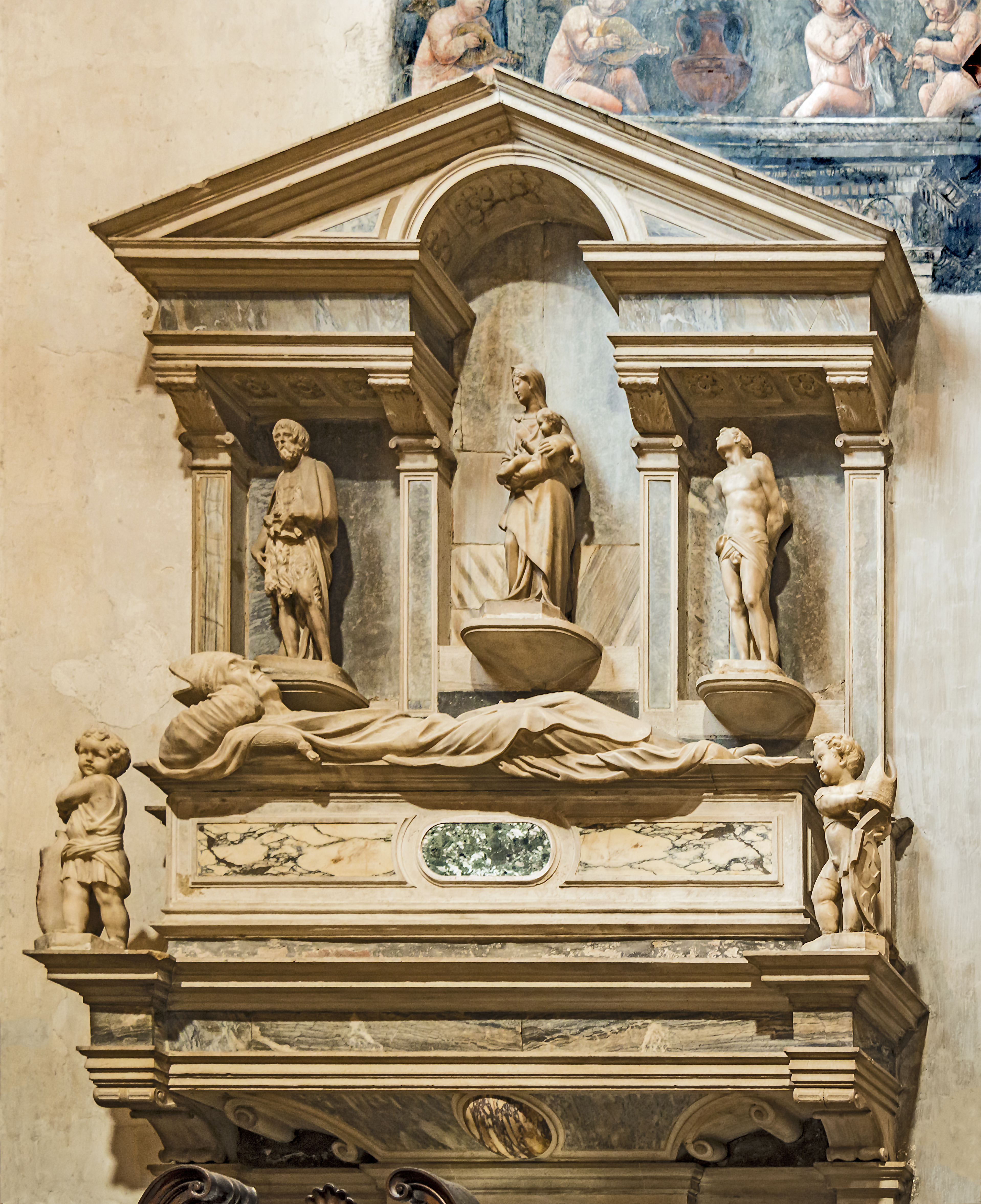
Monument à Galesio Nichesola, cathédrale de Vérone.
Mars, palais des Doges, Venise.
Neptune palais des Doges, Venise.
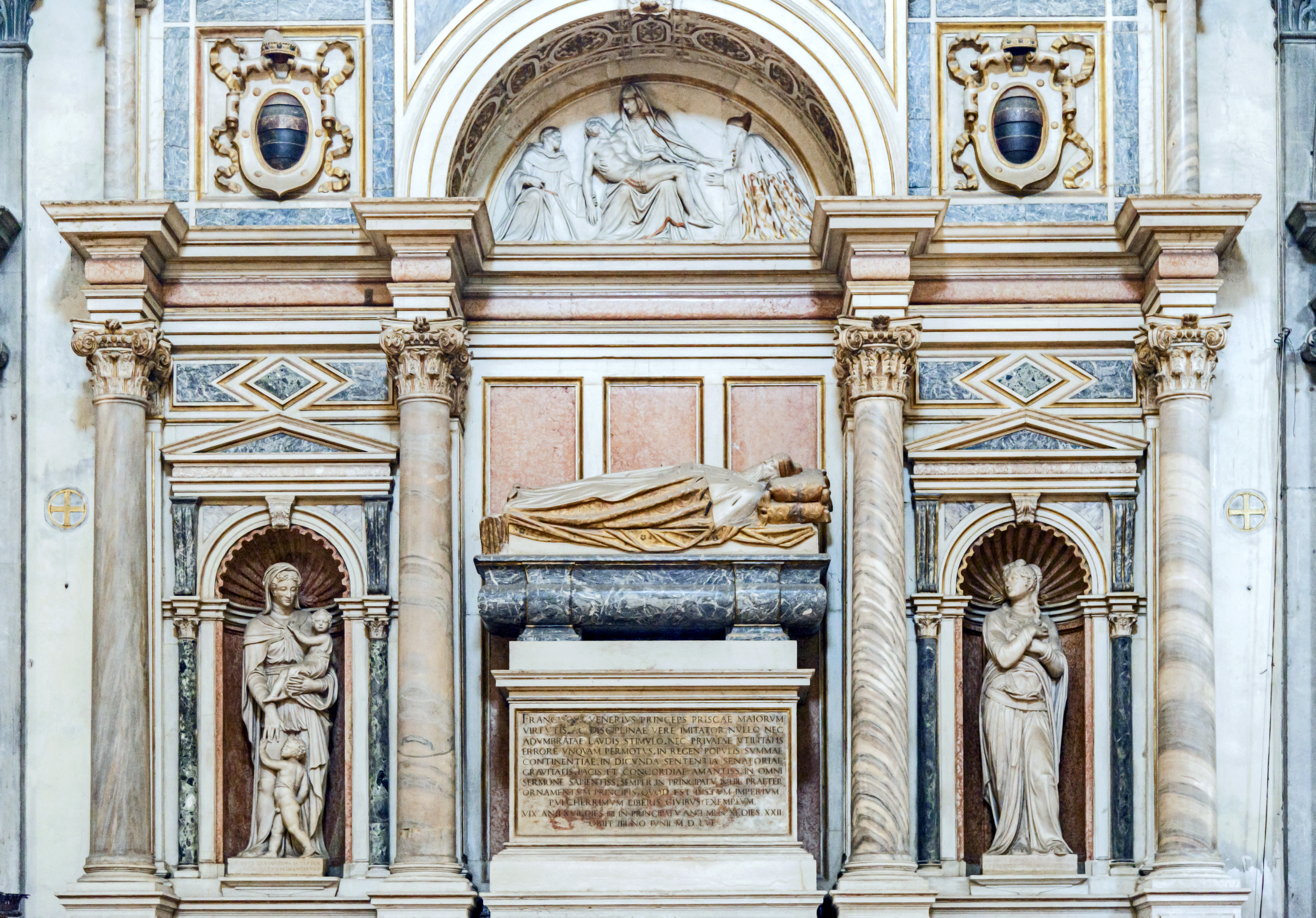
Monument à Francesco Venier, église San Salvador.
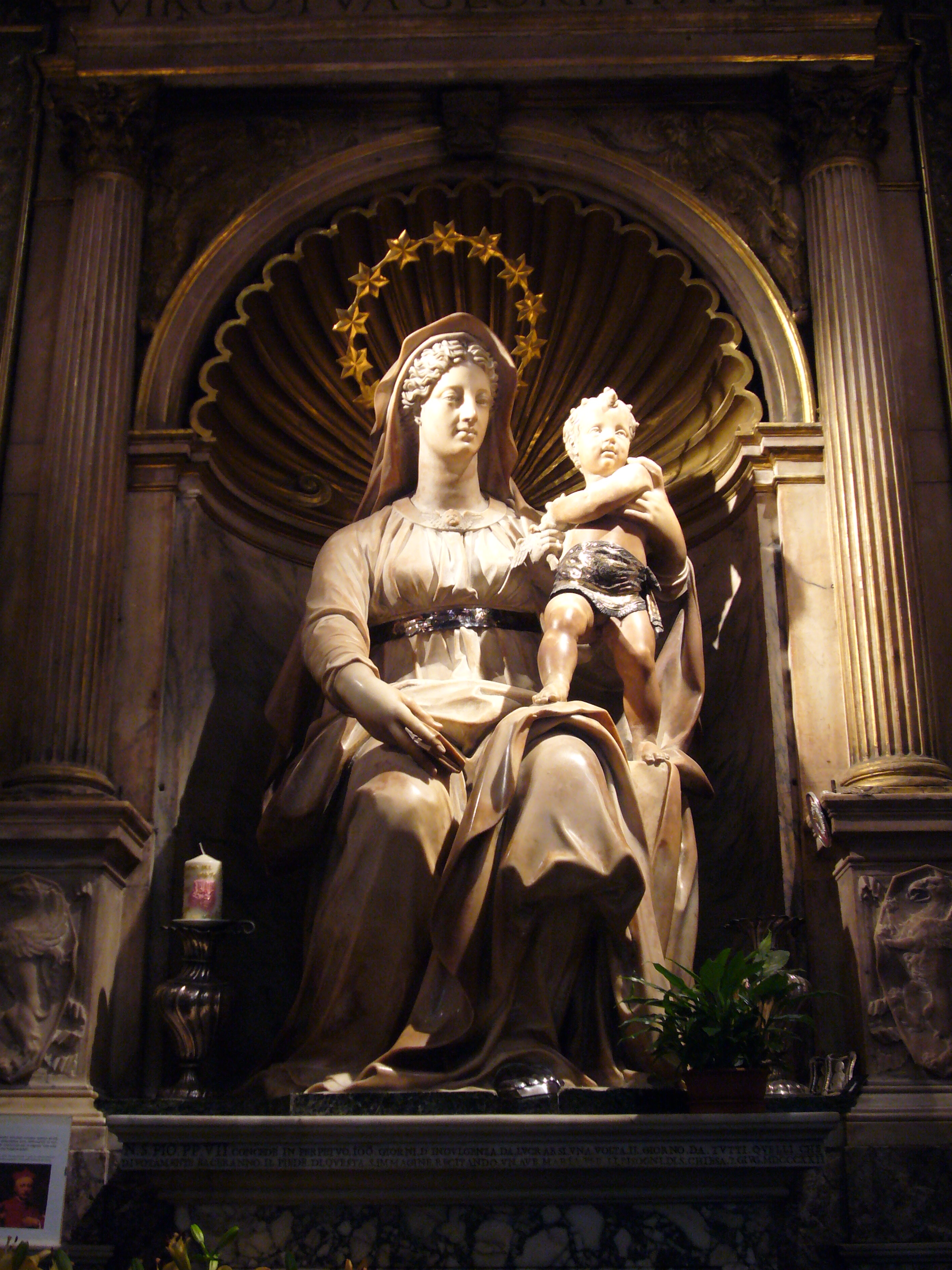
Madonna del parto, 1518, Basilique Saint-Augustin (Italie), Rome.
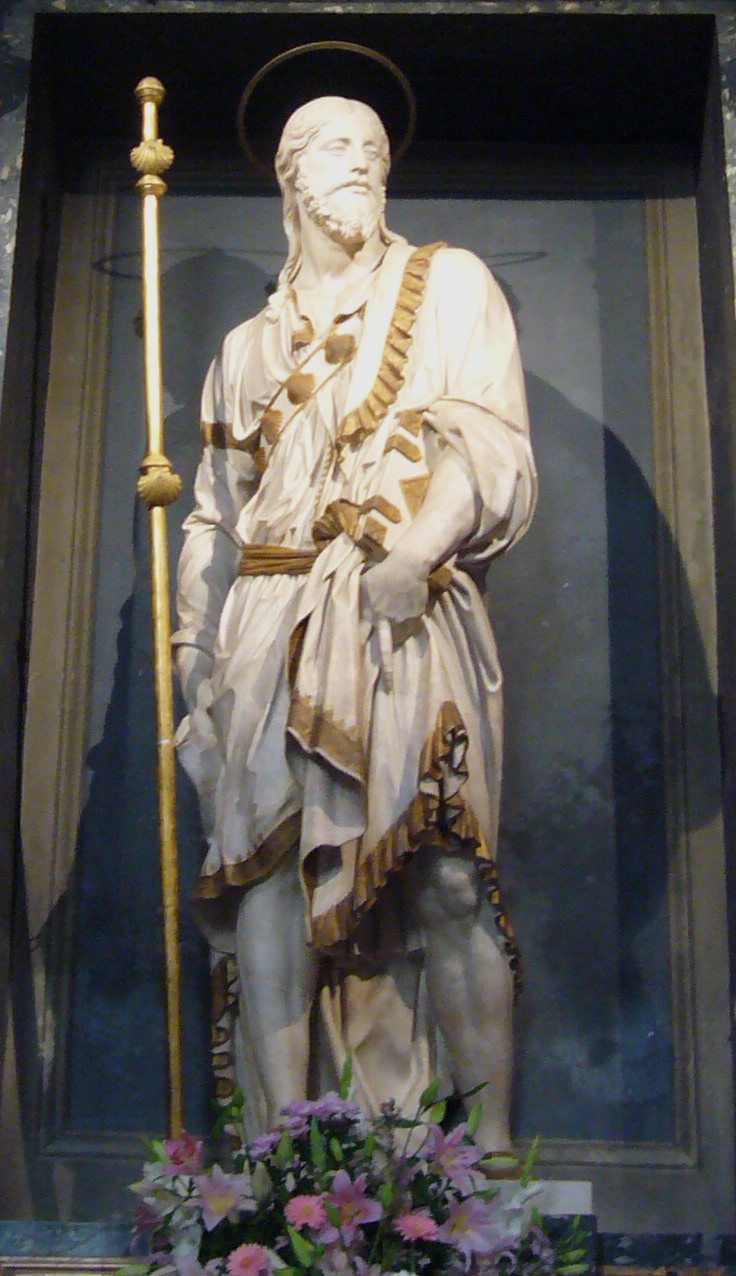
Saint Jacques, 1520, Église Santa Maria in Monserrato degli Spagnoli, Rome.
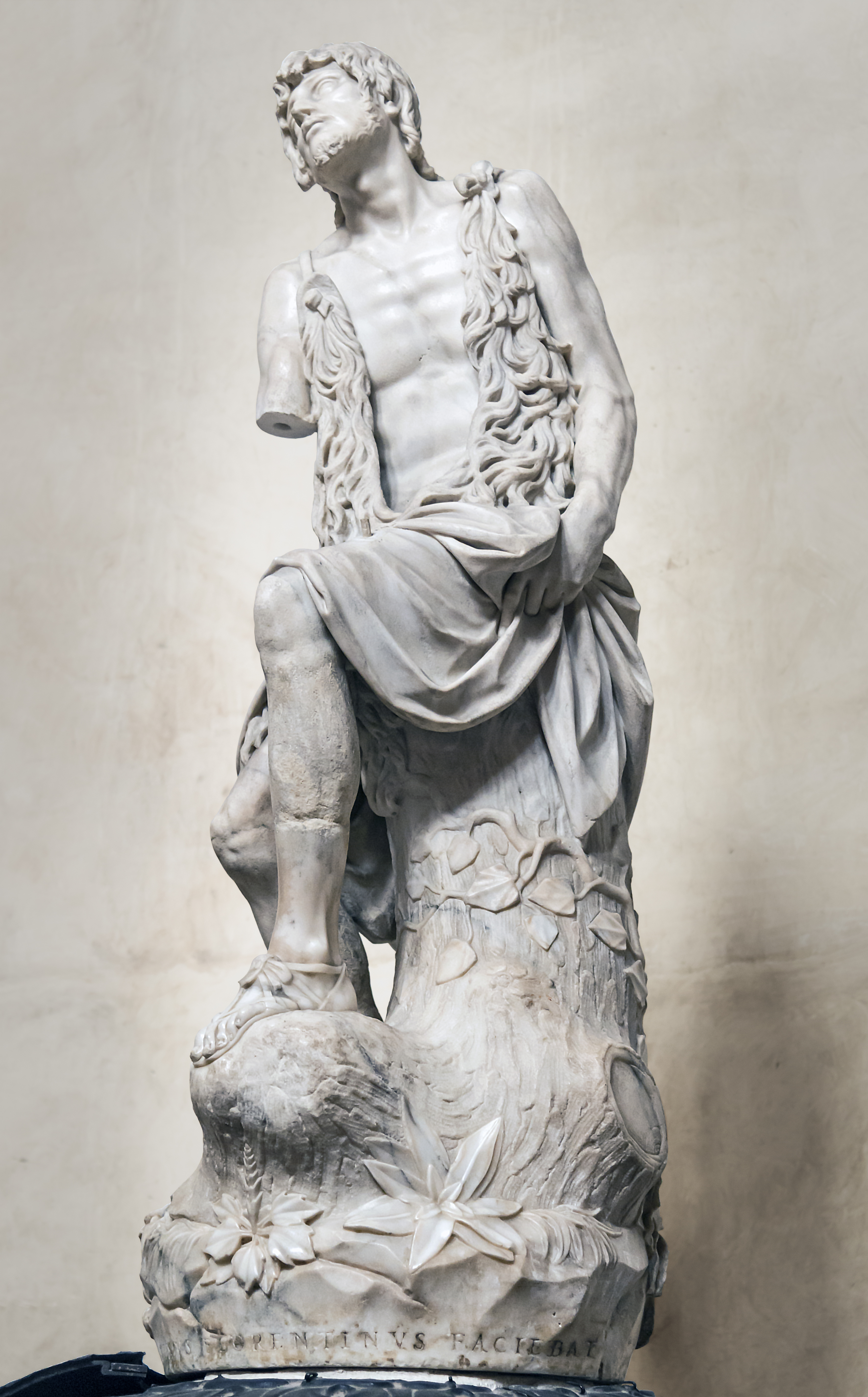
Saint Jean-Baptiste (1554), basilique Sainte-Marie-Glorieuse-des-Frères de Venise.
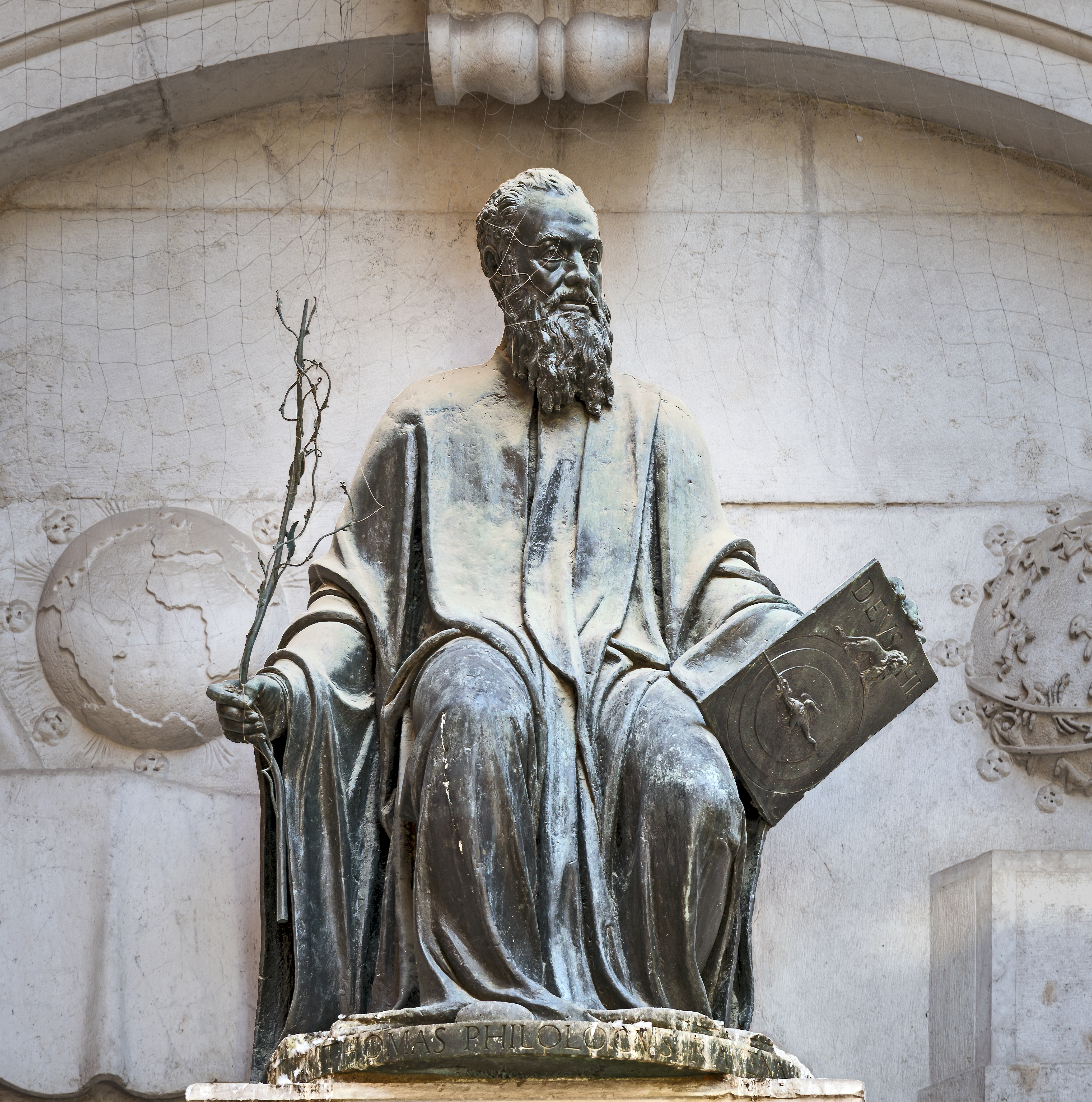
Statue de Thomas Rangone, église San Zulian.

Loggetta au pied du Campanile de Saint-Marc
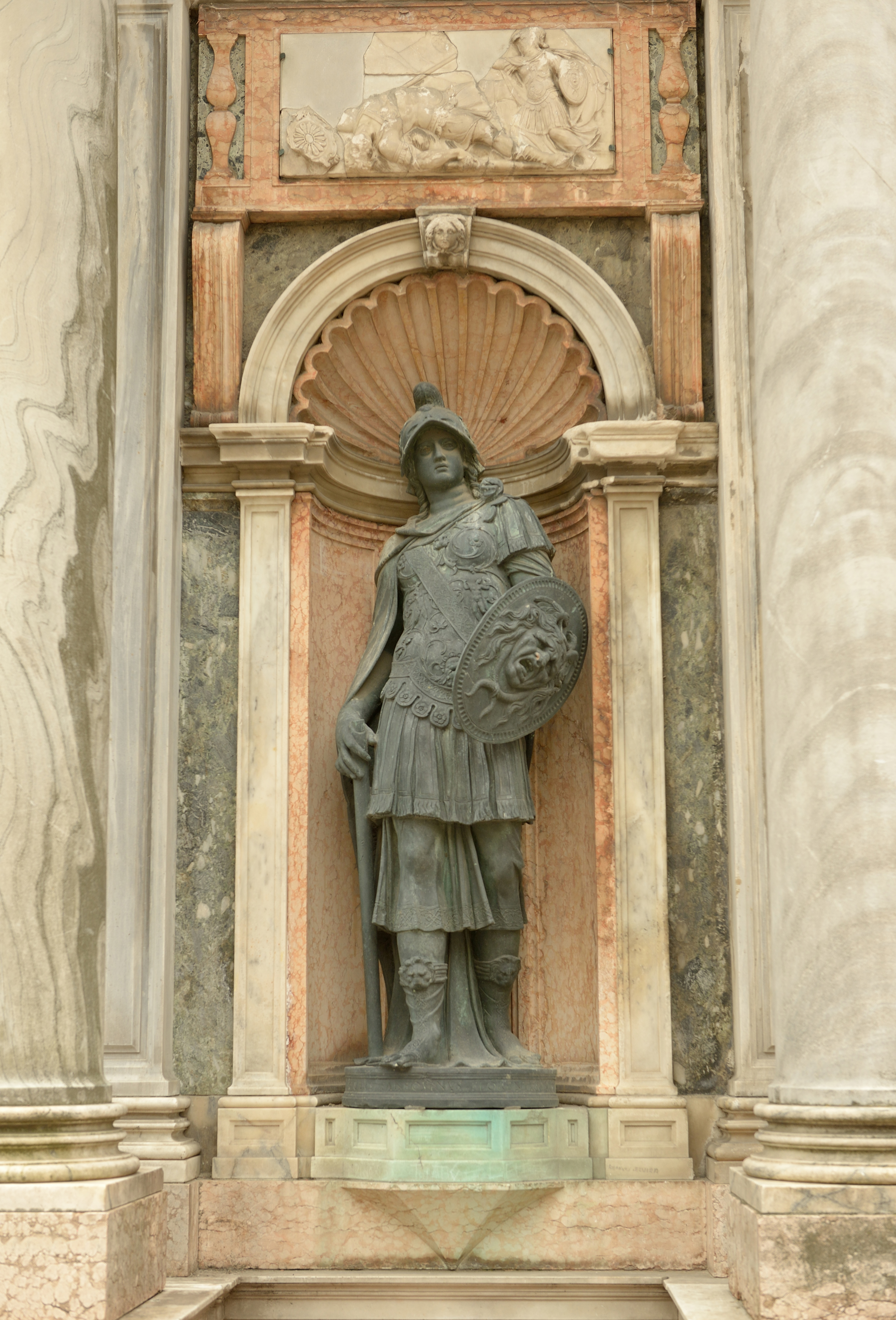
Minerve.
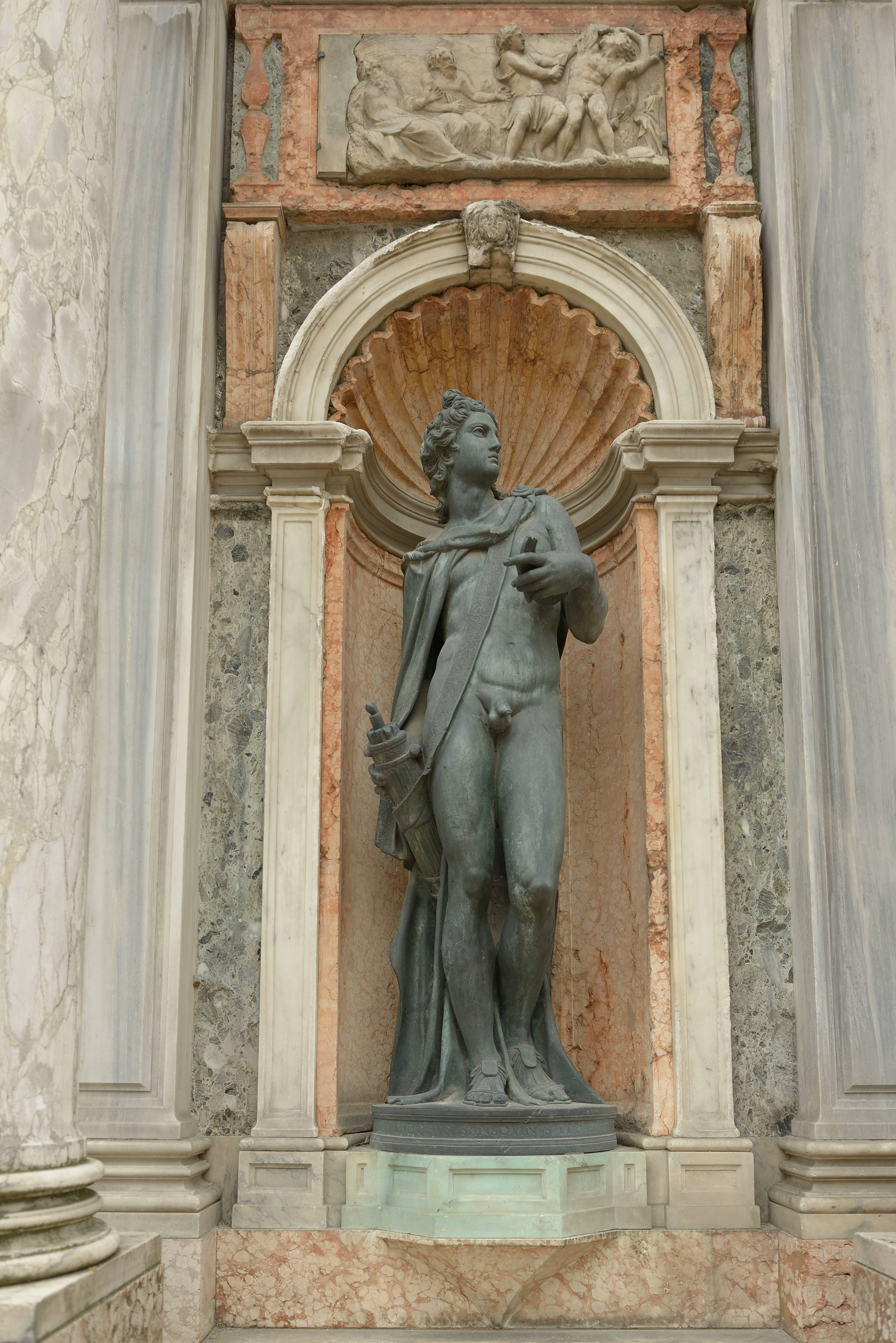
Apollon.
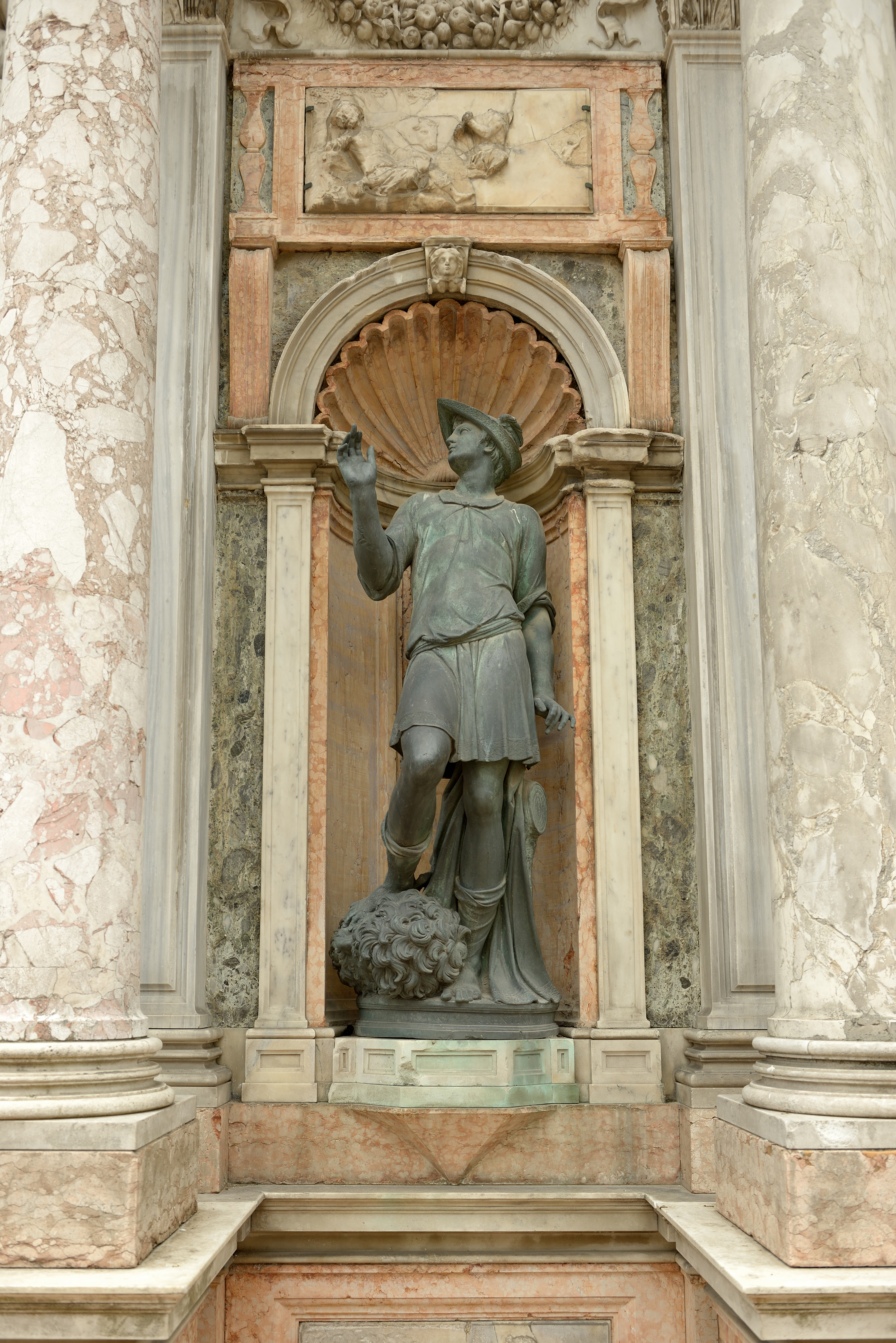
Mercure.
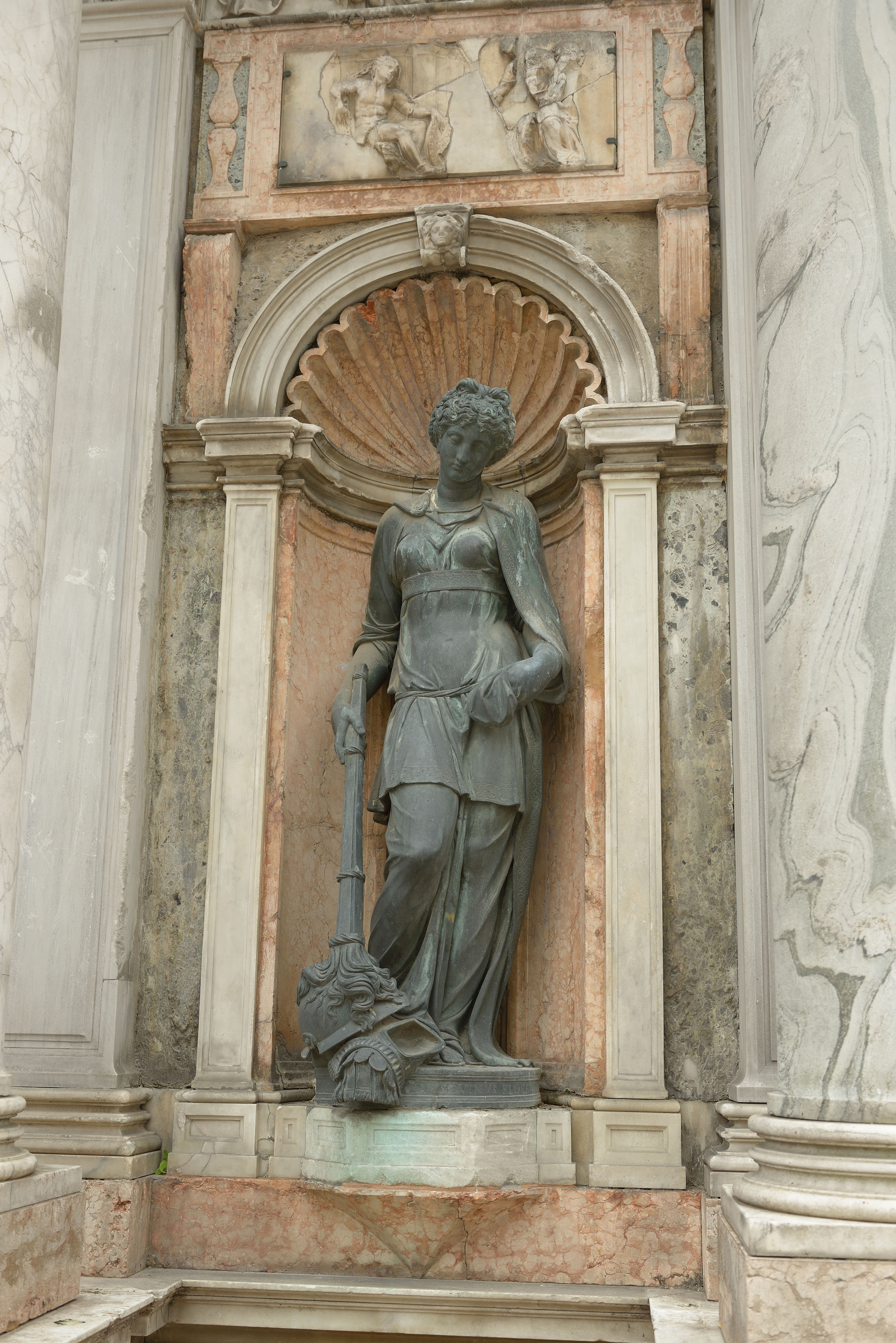
Pax.